# 30435 Slyusarev
30435 Slyusarev è un asteroide della fascia principale esterna. Scoperto nel 2000, presenta un'orbita caratterizzata da un semiasse maggiore pari a 3,953521 UA e da un'eccentricità di 0,234668, inclinata di 3,098193° rispetto all'eclittica. Ha un diametro di 10,278 km.